# Melissa Hayden

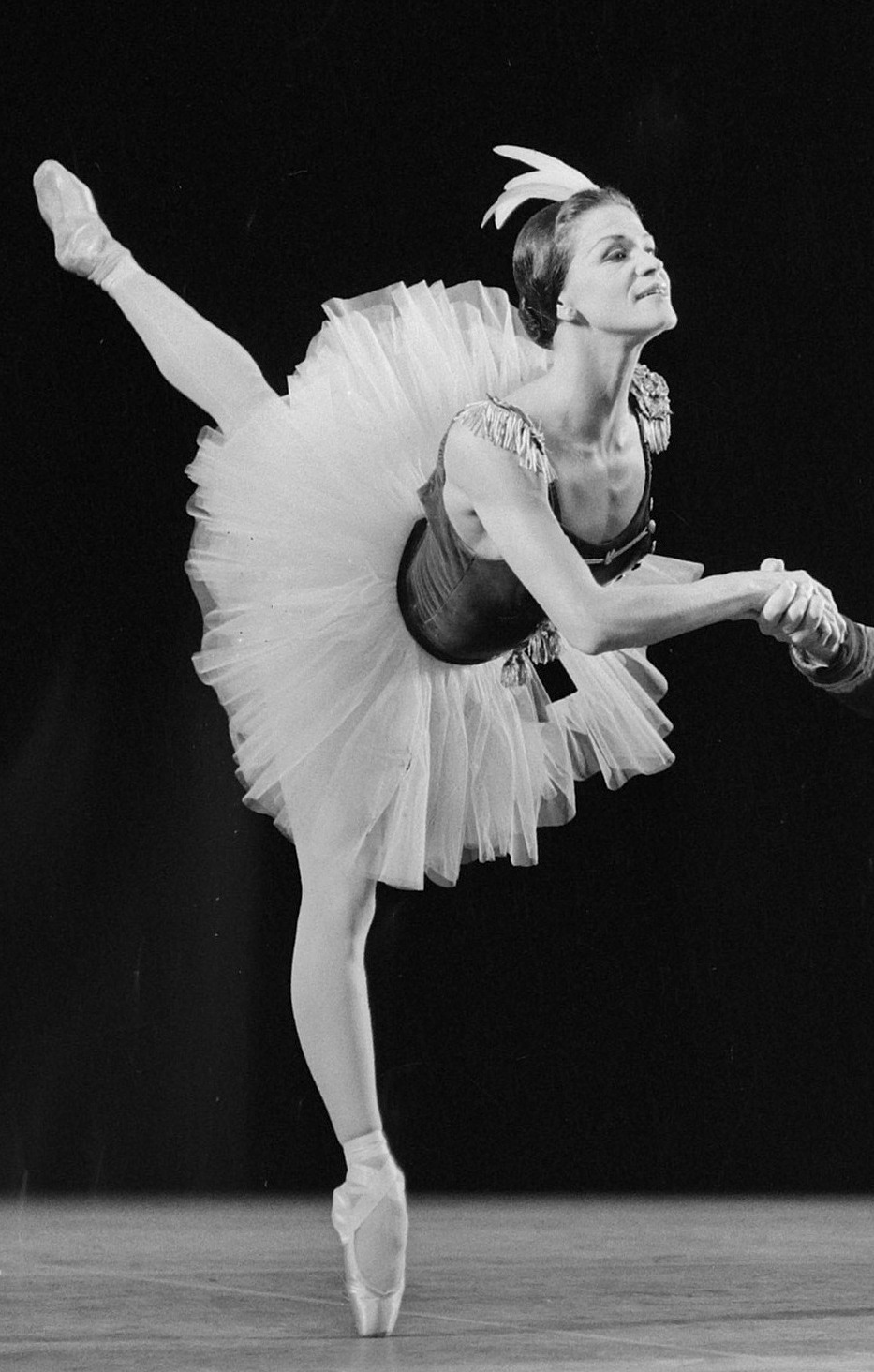
Melissa Hayden (1965)

Melissa Hayden (née Mildred Herman le 25 avril 1923 à Toronto et morte le 9 août 2006 à Winston-Salem) est une ballerine canadienne membre du New York City Ballet pendant 25 ans, devenue ensuite professeure de danse.

## Biographie

### Origines
Melissa Hayden est la seconde fille de Jacob Herman et de son épouse Kate Weinberg, immigrants russes. La jeune Mildred est appelée Millie à la maison, elle gardera ce surnom toute sa vie.

### Carrière
Au début des années 1940, Melissa déménage à New York pour rejoindre le corps de ballet au Radio City Music Hall. De 1945 à 1947, elle fait partie de l'American Ballet Theatre et rejoint le New York City Ballet en 1948, peu après sa création. Elle s'y produit à de nombreuses reprises en compagnie du danseur Jacques d'Amboise. Elle est principal dancer de la compagnie de 1955 jusqu'à sa retraite en 1973.

### Film et télévision
Melissa Hayden apparaît souvent à la télévision, essentiellement dans The Kate Smith Show et The Ed Sullivan Show. En 1952, elle est la doublure de Claire Bloom pour les scènes de danse du film Les Feux de la rampe. En 1965, elle apparaît à la télévision américaine dans le rôle de la fée Dragée dans une adaptation germano-américaine de Casse-Noisette, filmé en 1964 et diffusé aux États-Unis pour la première fois par CBS quelques jours avant Noël 1965. Le scénario largement modifié a mis à l'honneur une équipe de danseurs internationaux et a bénéficié d'une narration en anglais réalisée par l'acteur Eddie Albert. Edward Villella (en) et Patricia McBride ont également travaillé sur cette production.

### Retraite

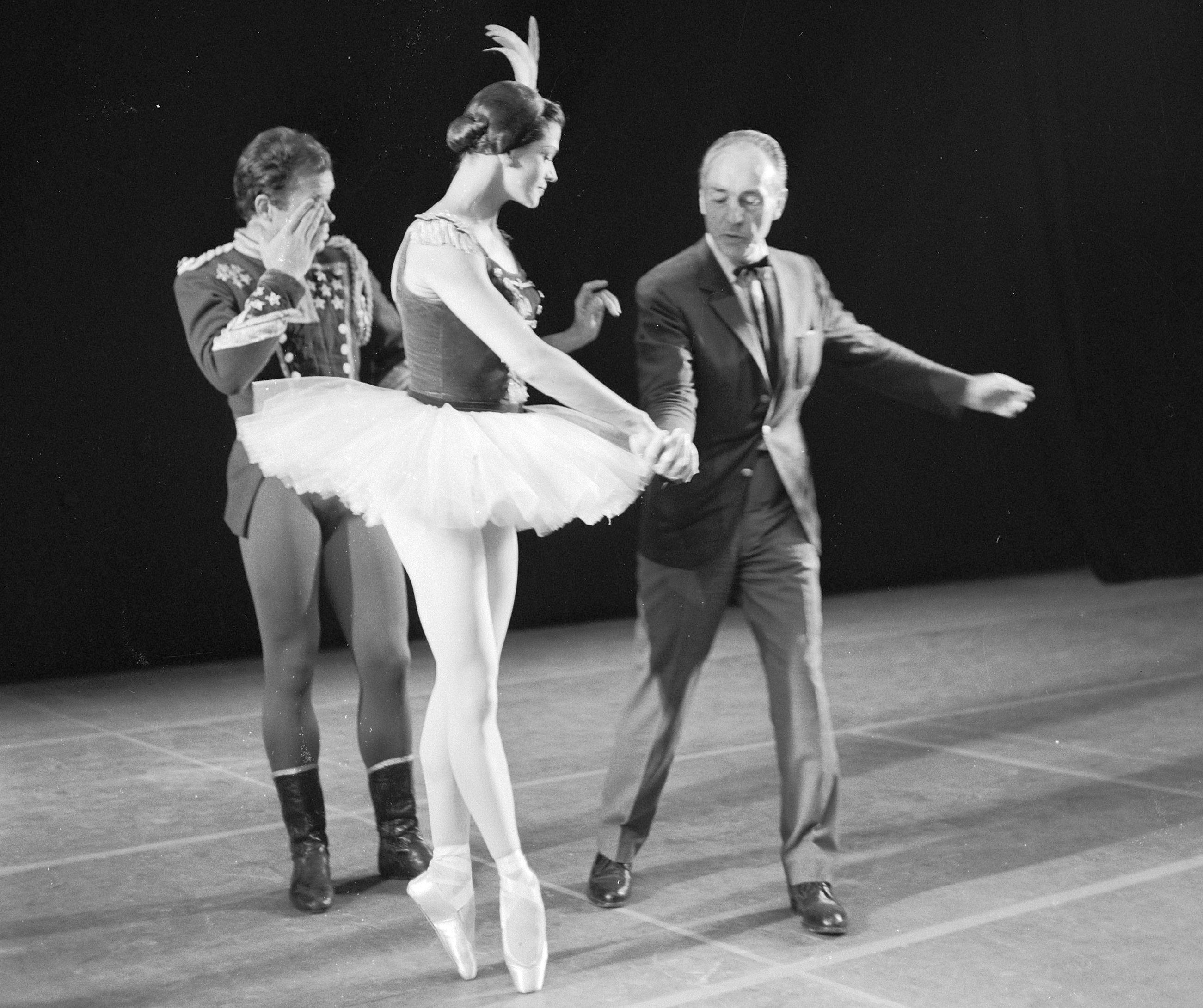
Melissa Hayden avec George Balanchine et (Amsterdam, 1965)

Après avoir participé à plus de 60 ballets, principalement des œuvres de George Balanchine, Melissa se retire de la danse en 1973 à l'âge de 50 ans. Pour lui rendre hommage, le chorégraphe géorgien crée le ballet intitulé Cortège hongrois. Lors de la première représentation de celui-ci, le maire de New York John Lindsay présente Melissa Hayden nantie du Handel Medallion (en), la plus haute distinction remise par la ville de New York à une personnalité pour sa contribution à la vie culturelle et intellectuelle de la ville, en la félicitant pour « son extraordinaire talent de ballerine qui emplit les cœurs de son public de joie ».
Après avoir pris sa retraite, elle dirige le ballet de Skidmore College situé à Saratoga Springs et enseigne le ballet à la School of Pacific Northwest Ballet de Seattle ainsi qu'à New York où elle ouvre sa propre école de danse. De 1983 à un mois avant sa mort, elle enseigne à l'University of North Carolina School of the Arts (en) de Winston-Salem où elle souligne l'importance de la technique de Balanchine. Elle répète et met en scène quelques-unes des œuvres les plus difficiles de Balanchine tel que le Concerto Barocco (en)et le chef-d'œuvre Theme & Variations.

### Vie privée
Melissa Hayden a épousé l'avocat et homme d'affaires Donald Coleman le 29 janvier 1954. Le couple a eu deux enfants : un fils, Stuart, né en 1954, et une fille, Jennifer, née en 1961. Elle meurt le 9 août 2006 d'un cancer du pancréas à son domicile de Winston-Salem à l'âge de 83 ans.

## Publications
Melissa Hayden est également l'auteur de plusieurs ouvrages :
- Offstage and On, 1963
- Ballet Exercises for Figure, Grace & Beauty, 1969
- Dancer to Dancer: Advice for Today's Dancer, 1981  (ISBN 0-385-15582-4 et 0-385-15582-4)
- The Nutcracker Ballet, illustrated by Stephen Johnson, 1992  (ISBN 0-8362-4501-6 et 0-8362-4501-6)

## Crédit d'auteurs
- (en) Cet article est partiellement ou en totalité issu de l’article de Wikipédia en anglais intitulé « Melissa Hayden (dancer) » (voir la liste des auteurs).